# Dagon catula
Dagon catula är en fjärilsart som beskrevs av Carl Heinrich Hopffer 1874. Dagon catula ingår i släktet Dagon och familjen praktfjärilar. Inga underarter finns listade i Catalogue of Life.